# Резерв Тауншип (округ Аллегені, Пенсільванія)
Резерв Тауншип (англ. Reserve Township) — селище (англ. township) в США, в окрузі Аллегені штату Пенсільванія. Населення — 3255 осіб (2020).

## Демографія
Згідно з переписом 2010 року, у селищі мешкали 3333 особи в 1445 домогосподарствах у складі 962 родин. Було 1543 помешкання
Расовий склад населення:
| - 97,7 % — білих - 1,1 % — чорних або афроамериканців - 0,3 % — корінних американців - 0,3 % — азіатів |

До двох чи більше рас належало 0,5 %. Частка іспаномовних становила 0,4 % від усіх жителів.
За віковим діапазоном населення розподілялося таким чином: 16,6 % — особи молодші 18 років, 63,5 % — особи у віці 18—64 років, 19,9 % — особи у віці 65 років та старші. Медіана віку мешканця становила 46,8 року. На 100 осіб жіночої статі у селищі припадало 97,7 чоловіків;  на 100 жінок у віці від 18 років та старших — 95,1 чоловіків також старших 18 років.
Середній дохід на одне домашнє господарство  становив 67 905 доларів США (медіана — 57 419), а середній дохід на одну сім'ю — 80 656 доларів (медіана — 69 974). Медіана доходів становила 50 039 доларів для чоловіків та 37 180 доларів для жінок. За межею бідності перебувало 4,6 % осіб, у тому числі 2,8 % дітей у віці до 18 років та 5,4 % осіб у віці 65 років та старших.
Цивільне працевлаштоване населення становило 1806 осіб. Основні галузі зайнятості: освіта, охорона здоров'я та соціальна допомога — 30,0 %, роздрібна торгівля — 11,7 %, виробництво — 9,7 %, мистецтво, розваги та відпочинок — 8,5 %.